# Lagarde-Paréol
Pour les articles homonymes, voir Lagarde.
Lagarde-Paréol est une commune française située dans le département de Vaucluse, en région Provence-Alpes-Côte d'Azur.
Situées à l'est du massif d'Uchaux, en bordure de la vallée de l'Aygues, les terres de la commune sont une alternance de bois et de vignes. La viticulture joue d'ailleurs un rôle important dans l'économie locale.

## Géographie
La commune de Lagarde-Paréol est une commune de Nord Vaucluse, située à la limite de la Drôme, la commune est à proximité de la ville de Bollène (au nord) et la ville d'Orange plus au sud.
|        | Rochegude Drôme    |                          |
| Uchaux | Lagarde-Paréol     | Sainte-Cécile-les-Vignes |
|        | Sérignan-du-Comtat |                          |

### Accès
La route départementale 65 traverse la commune et le bourg sur un axe nord-sud (petite déviation au nord vers Rochegude à l'ouest). La route départementale 168 en provenance de la commune voisine de Sainte-Cécile-les-Vignes la rejoint au nord du bourg.
L'autoroute la plus proche est l'autoroute A7, à un peu moins d'une vingtaine de kilomètres à l'ouest.

### Relief

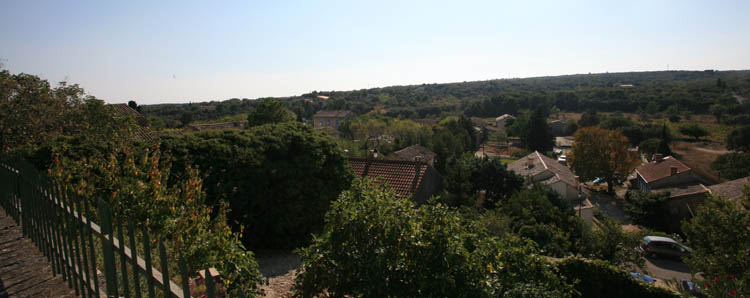
Vue depuis le sommet du village.

Le village est construit sur un pic rocheux faisant face au massif d'Uchaux.
Le point le plus bas, à 84 mètres d'altitude, se situe au sud-est de la commune. Le point le plus haut, à 253 mètres d'altitude, se situe à l'ouest du village, à proximité du sommet de la Roquette (284 mètres d'altitude, commune voisine de Uchaux).

### Géologie
Le massif d'Uchaux constitue une unité anticlinale dissymétrique axée est-ouest, à cœur crétacé, avec deux synclinaux, l'un au sud et l'autre au nord. Les sols de la partie ouest de la commune, au bord est du massif, sont principalement composés de calcaires quartzeux, ainsi que des formations résiduelles ou faiblement remaniées, indifférenciées. Les sols de la partie est de la commune sont quant à eux composés d'alluvions ainsi que quelques sables et grès jaunes.

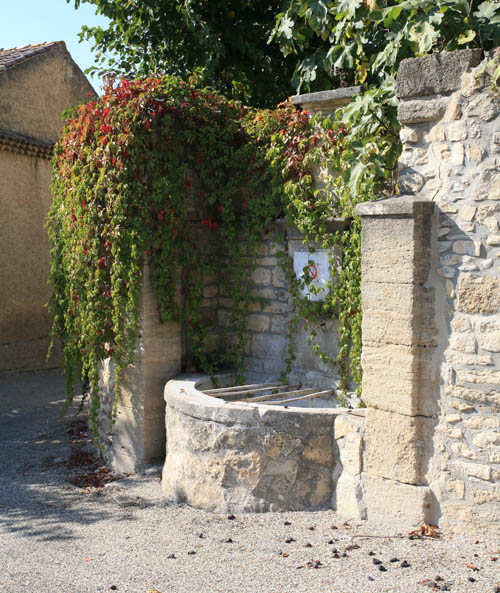
Fontaine publique.

### Sismicité
Les cantons de Bonnieux, Apt, Cadenet, Cavaillon, et Pertuis sont classés en zone Ib (risque faible). Les autres cantons du département de Vaucluse sont classés en zone Ia (risque très faible). Ce zonage correspond à une sismicité ne se traduisant qu'exceptionnellement par la destruction de bâtiments.

### Hydrographie
Plusieurs fontaines publiques récupèrent les eaux d'une source du massif qui se situe au lieudit de Volonge, où les anciens ont construit un canal souterrain en pierre pour amener l'eau par gravité jusqu'au village pour ensuite alimenter les fontaines et les lavoirs.
La commune est traversée sur un axe nord-sud, à l'est du village, par le Béal et la Ruade, deux ruisseaux affluents de l'Eygues.

### Climat
Pour des articles plus généraux, voir Climat de Provence-Alpes-Côte d'Azur et Climat de Vaucluse.
En 2010, le climat de la commune est de type climat méditerranéen franc, selon une étude du Centre national de la recherche scientifique s'appuyant sur une série de données couvrant la période 1971-2000. En 2020, Météo-France publie une typologie des climats de la France métropolitaine dans laquelle la commune est exposée à un climat méditerranéen et est dans la région climatique  Provence, Languedoc-Roussillon, caractérisée par une pluviométrie faible en été, un très bon ensoleillement (2 600 h/an), un été chaud (21,5 °C), un air très sec en été, sec en toutes saisons, des vents forts (fréquence de 40 à 50 % de vents > 5 m/s) et peu de brouillards. 
Pour la période 1971-2000, la température annuelle moyenne est de 13,8 °C, avec une amplitude thermique annuelle de 17,8 °C. Le cumul annuel moyen de précipitations est de 752 mm, avec 5,6 jours de précipitations en janvier et 3,1 jours en juillet. Pour la période 1991-2020, la température moyenne annuelle observée sur la station météorologique de Météo-France la plus proche, « Orange », sur la commune d'Orange à 11 km à vol d'oiseau, est de 14,8 °C et le cumul annuel moyen de précipitations est de 719,6 mm. 
La température maximale relevée sur cette station est de 42,7 °C, atteinte le 22 août 2023 ; la température minimale est de −14,5 °C, atteinte le 10 février 1956,,. 
Les paramètres climatiques de la commune ont été estimés pour le milieu du siècle (2041-2070) selon différents scénarios d'émission de gaz à effet de serre à partir des nouvelles projections climatiques de référence DRIAS-2020. Ils sont consultables sur un site dédié publié par Météo-France en novembre 2022.

## Histoire

### Antiquité
Un oppidum romain somme le haut du village, les fouilles ont permis de mettre au jour sépultures et poteries. Aujourd'hui appelé Castellas, ce fut à l'origine un poste de garde surveillant les vallées du Lez et de l'Eygues.

### Moyen Âge
Territoire des domaines du comte de Toulouse, il fut donné en fief, en 1237, à la maison des Baux. Il resta dans cette famille jusqu'en 1398.
Le prieuré bénédictin fondé en 960, et devenu église paroissiale, sous l'invocation de saint Marti, fut gravement endommagée lors des guerres de religion. Sa seule chapelle subsistante fut démolie peu avant 1789. L'actuelle église paroissiale Saint-Antoine fut édifiée au cours du XVIe siècle, puis remaniée au XVIIIe siècle.
À partir du 23 janvier 1602, cette seigneurie eut pour Dame foncière la Révérende Chambre Apostolique d'Avignon, qui possédait un quart du fief, et des barons de Sérignan-du-Comtat, l'autre quart. La moitié restante était partagée en huit coseigneuries.

### Période moderne
Ruth ou Rus, seigneurie possédée au XVIIe siècle par la famille de Rafélis et Françoise de Soissan de La Bédosse, la fameuse dame de Rus, est sur le territoire de la commune.
Le 12 août 1793 fut créé le département du Vaucluse, constitué des districts d'Avignon et de Carpentras, mais aussi de ceux d'Apt et d'Orange, qui appartenaient aux Bouches-du-Rhône, ainsi que du canton de Sault, qui appartenait aux Basses-Alpes.

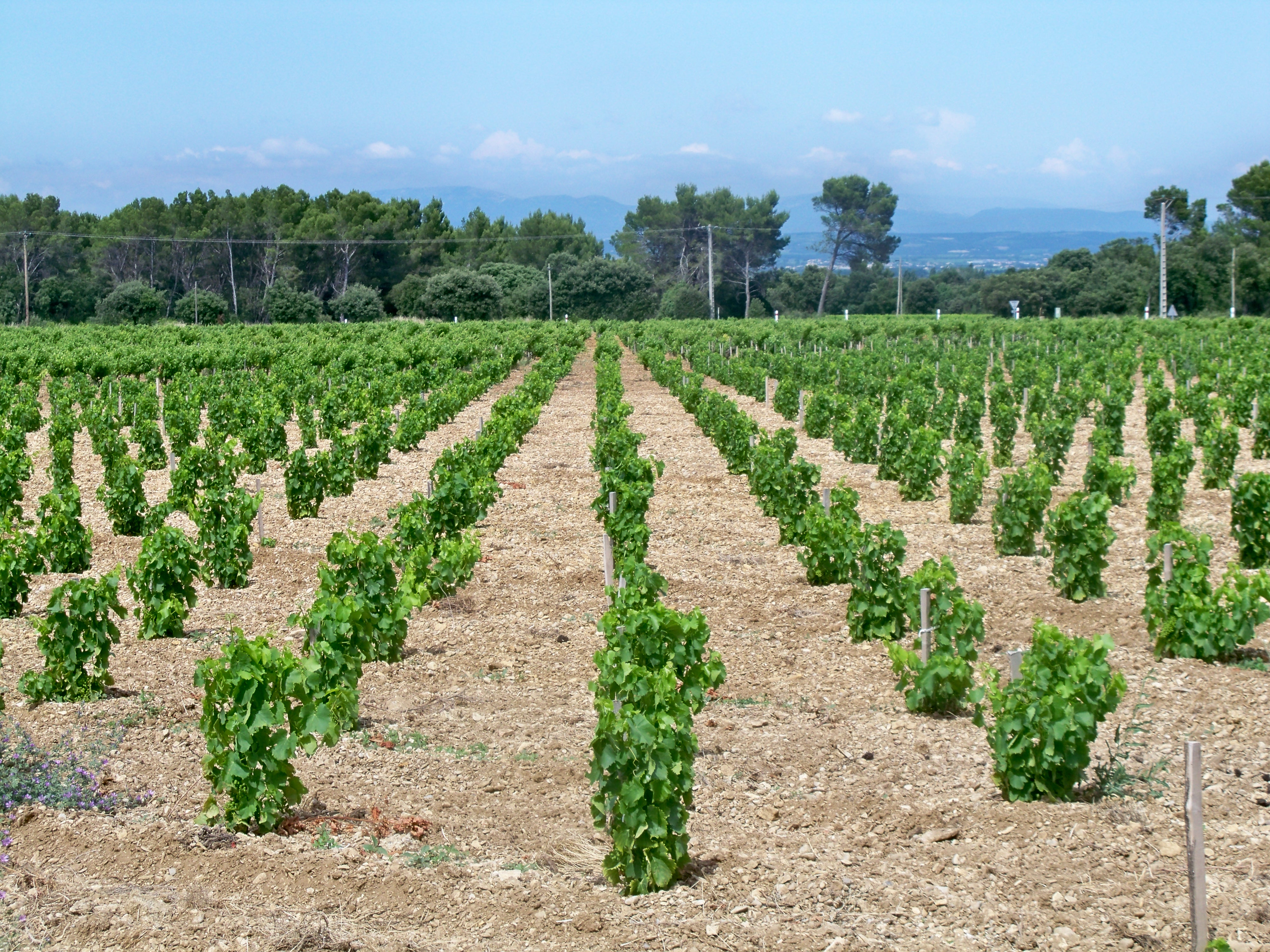
Vignoble sur le terroir de Fonsalette.

### Période contemporaine
En 1937, une partie du vignoble de la commune obtient l’appellation côtes-du-rhône. Ce terroir est aujourd'hui classé en Massif-d'uchaux, appellation Côtes-du-rhône-villages. En dépit de cette appellation, le château Fonsalette, appartenant à la même famille qui possède Château Rayas, à Châteauneuf-du-Pape, commercialise toujours ses vins en côtes-du-rhône. Ce vin prestigieux, est considéré à l'égal de son cousin châteaunevois.

### Toponymie
Cité en 1137 « Guarda » et en 1281 « Castrum Garde Pareoli », le nom de la commune dérive de pareriorum (parioù en provençal) qui a donné pariers en vieux français, puis pairs, terme désignant des seigneurs possédant un lieu en commun où le partage de l'autorité se faisait équitablement.
Mais le nom pourrait aussi venir du poste de garde (castellas) qui a donné Lagarde, ce poste était gardé par le dieux Éole, dieu du vent et en particulier du mistral qui a donné Paréol.

### Héraldique
| Blason de Lagarde-Paréol | Les armes peuvent se blasonner ainsi : D'azur à la clef d'or et à la clef d'argent passées en sautoir, au chef cousu de sable chargé d'une étoile de seize rais aussi d'argent. |

## Politique et administration

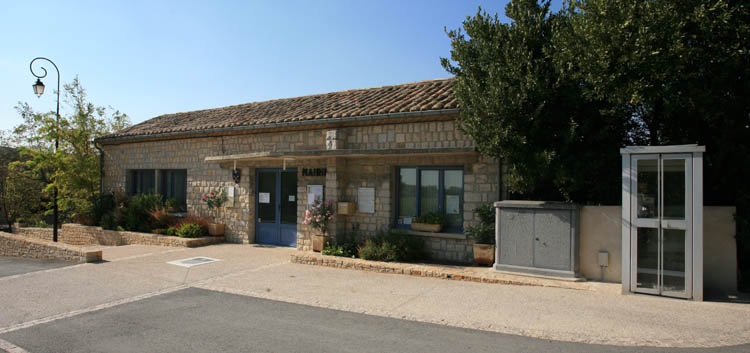
La mairie.

| Période                                  | Période                    | Identité                                      | Étiquette | Qualité |
| ---------------------------------------- | -------------------------- | --------------------------------------------- | --------- | ------- |
| avant 1981                               | ?                          | Yves Arnaud                                   | PS        |         |
| mars 2001                                | En cours (au 26 juin 2020) | Fabrice Leaune Réélu pour le mandat 2020-2026 |           |         |
| Les données manquantes sont à compléter. |                            |                                               |           |         |

### Fiscalité
| Taxe                                                | Part communale | Part intercommunale | Part départementale | Part régionale |
| --------------------------------------------------- | -------------- | ------------------- | ------------------- | -------------- |
| Taxe d'habitation (TH)                              | 9,51 %         | 0,00 %              | 7,55 %              | 0,00 %         |
| Taxe foncière sur les propriétés bâties (TFPB)      | 17,95 %        | 0,00 %              | 10,20 %             | 2,36 %         |
| Taxe foncière sur les propriétés non bâties (TFPNB) | 59,70 %        | 0,00 %              | 28,96 %             | 8,85 %         |
| Taxe professionnelle (TP)                           | 21,88 %*       | 0,00 %              | 21,51 %             | 3,84 %         |

La part régionale de la taxe d'habitation n'est pas applicable.
La taxe professionnelle est remplacée en 2010 par la cotisation foncière des entreprises (CFE) portant sur la valeur locative des biens immobiliers et par la cotisation sur la valeur ajoutée des entreprises (CVAE) (les deux formant la contribution économique territoriale (CET) qui est un impôt local instauré par la loi de finances pour 2010).

## Urbanisme

### Typologie
Au 1er janvier 2024, Lagarde-Paréol est catégorisée commune rurale à habitat dispersé, selon la nouvelle grille communale de densité à sept niveaux définie par l'Insee en 2022.
Elle est située hors unité urbaine. Par ailleurs la commune fait partie de l'aire d'attraction d'Orange, dont elle est une commune de la couronne,. Cette aire, qui regroupe 10 communes, est catégorisée dans les aires de 50 000 à moins de 200 000 habitants,.

### Occupation des sols
L'occupation des sols de la commune, telle qu'elle ressort de la base de données européenne d’occupation biophysique des sols Corine Land Cover (CLC), est marquée par l'importance des territoires agricoles (59,2 % en 2018), une proportion identique à celle de 1990 (59,2 %). La répartition détaillée en 2018 est la suivante :
cultures permanentes (56,5 %), forêts (40,8 %), zones agricoles hétérogènes (2,7 %). L'évolution de l’occupation des sols de la commune et de ses infrastructures peut être observée sur les différentes représentations cartographiques du territoire : la carte de Cassini (XVIIIe siècle), la carte d'état-major (1820-1866) et les cartes ou photos aériennes de l'IGN pour la période actuelle (1950 à aujourd'hui).

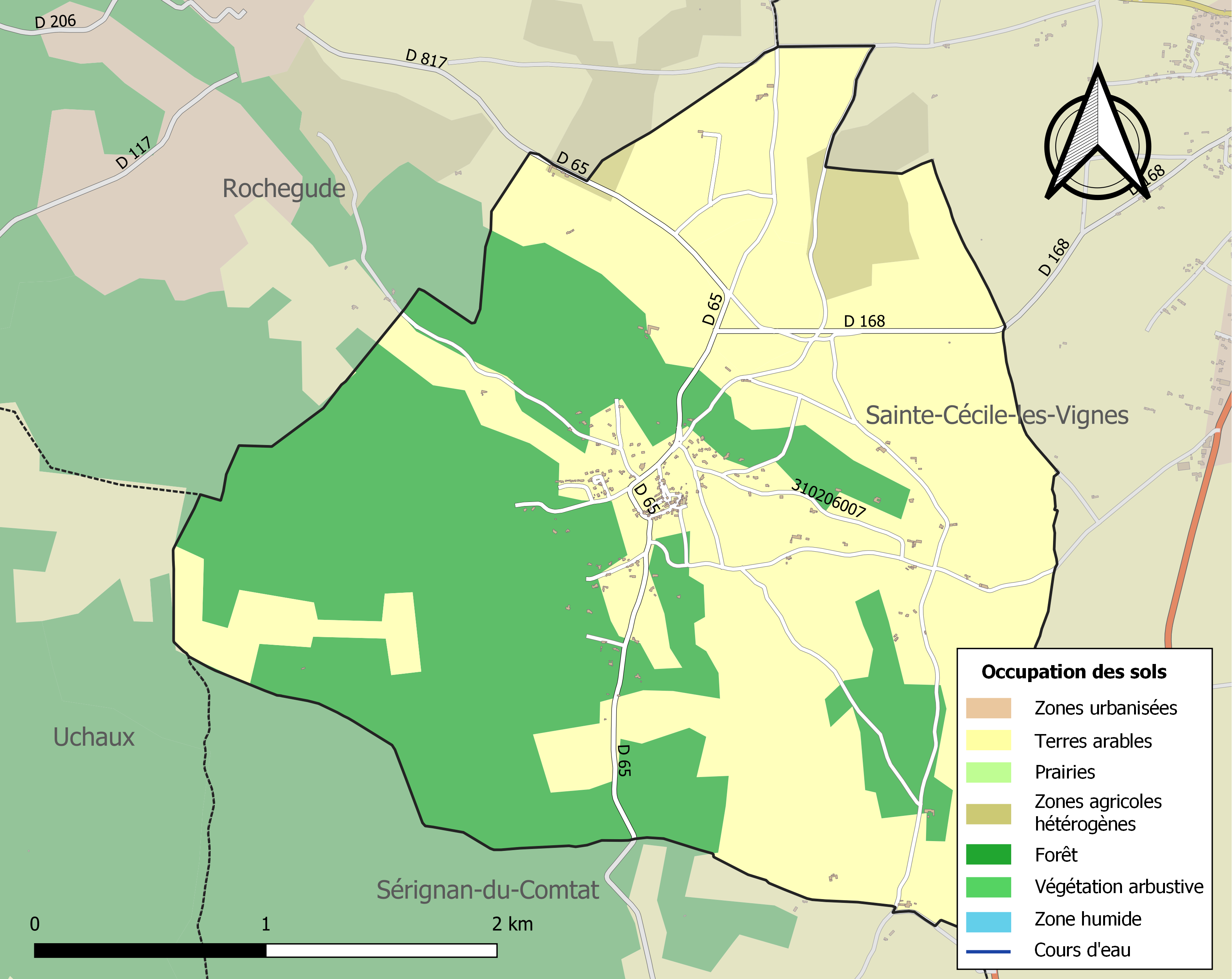
Carte des infrastructures et de l'occupation des sols de la commune en 2018 (CLC).

### Jumelages
La commune ne semble pas être une commune jumelée.

## Démographie
L'évolution du nombre d'habitants est connue à travers les recensements de la population effectués dans la commune depuis 1793. Pour les communes de moins de 10 000 habitants, une enquête de recensement portant sur toute la population est réalisée tous les cinq ans, les populations de référence des années intermédiaires étant quant à elles estimées par interpolation ou extrapolation. Pour la commune, le premier recensement exhaustif entrant dans le cadre du nouveau dispositif a été réalisé en 2005.

En 2022, la commune comptait 321 habitants, en évolution de +1,58 % par rapport à 2016 (Vaucluse : +1,73 %, France hors Mayotte : +2,11 %).
| 1793 | 1800 | 1806 | 1821 | 1831 | 1836 | 1841 | 1846 | 1851 |
| ---- | ---- | ---- | ---- | ---- | ---- | ---- | ---- | ---- |
| 211  | 185  | 219  | 239  | 222  | 213  | 221  | 241  | 265  |

| 1856 | 1861 | 1866 | 1872 | 1876 | 1881 | 1886 | 1891 | 1896 |
| ---- | ---- | ---- | ---- | ---- | ---- | ---- | ---- | ---- |
| 280  | 283  | 278  | 234  | 227  | 233  | 223  | 192  | 165  |

| 1901 | 1906 | 1911 | 1921 | 1926 | 1931 | 1936 | 1946 | 1954 |
| ---- | ---- | ---- | ---- | ---- | ---- | ---- | ---- | ---- |
| 160  | 164  | 151  | 151  | 126  | 124  | 116  | 115  | 105  |

| 1962 | 1968 | 1975 | 1982 | 1990 | 1999 | 2005 | 2006 | 2010 |
| ---- | ---- | ---- | ---- | ---- | ---- | ---- | ---- | ---- |
| 116  | 130  | 135  | 255  | 279  | 297  | 274  | 274  | 304  |

| 2015 | 2020 | 2022 | - | - | - | - | - | - |
| ---- | ---- | ---- | - | - | - | - | - | - |
| 312  | 325  | 321  | - | - | - | - | - | - |

## Économie
L'économie de la commune s'articule principalement autour de deux pôles, la vigne et le tourisme.

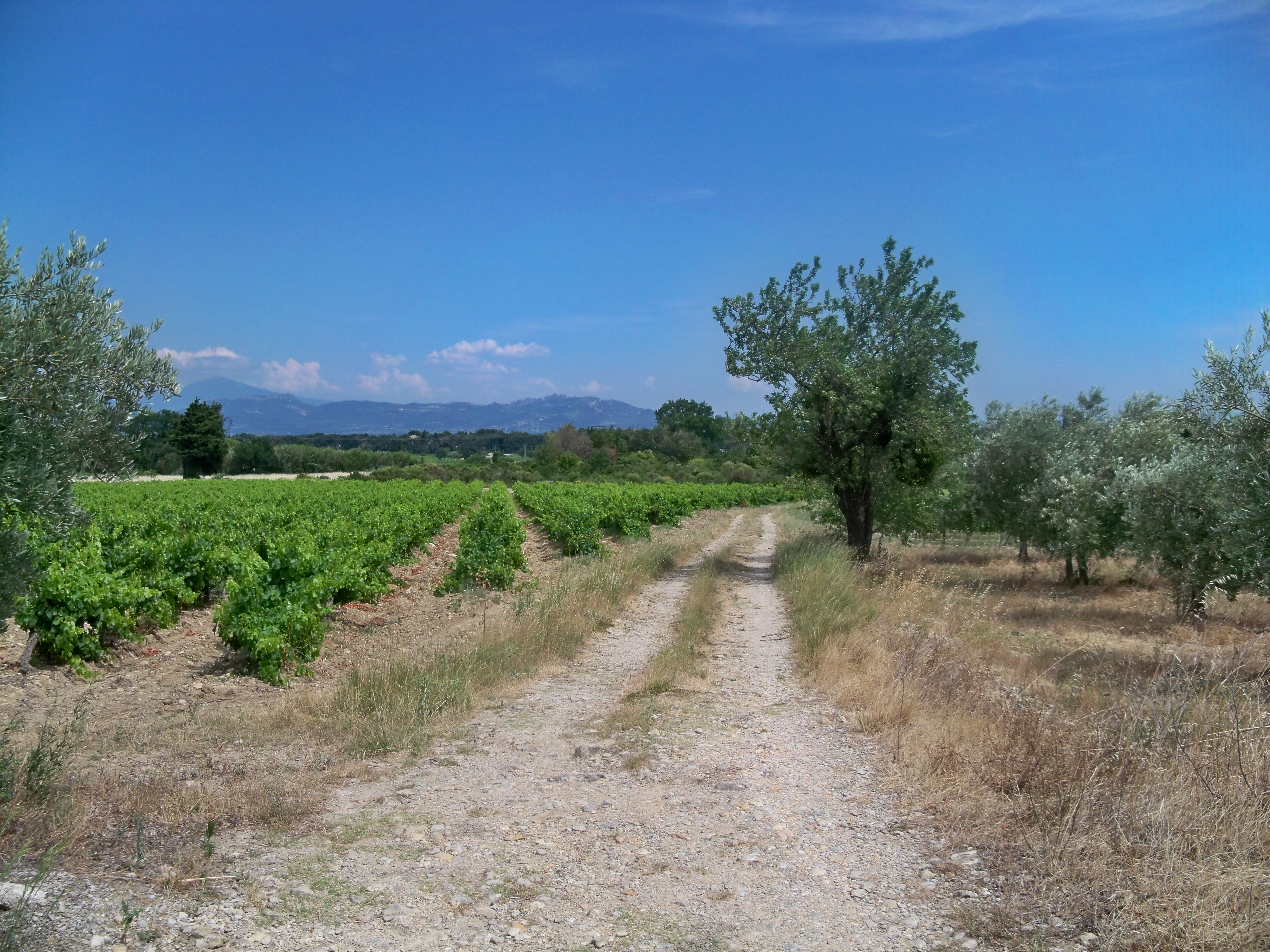
Vignoble et oliveraie, sur la commune de Lagarde, séparés par un chemin pédestre.

### Tourisme
Tourisme viticole (plusieurs caves de dégustation) et tourisme de randonnées (plusieurs circuits pédestres et vélo à proximité), le village est traversé par le GR4. On trouve sur la commune plusieurs gîtes et chambres d'hôtes qui permettent l'accueil des touristes.

### Agriculture
Le vignoble produit des vins classés en Côtes-du-rhône et côtes-du-rhône villages avec nom géographique. Les vignes classées en appellation Massif d'Uchaux se trouvent sur un sol très caillouteux, sont positionnées en coteaux, banquettes et sur de petits plateaux, la taille des parcelles est donc minime (<1 ha - 2 ha). Les vins qui ne sont pas en appellation d'origine contrôlée peuvent revendiquer, après agrément, le label vin de pays de la Principauté d'Orange.

## Équipements ou Services
La commune propose les services d'une bibliothèque municipale.

### Enseignement
La commune possède une école primaire publique. Par la suite, les élèves vont au collège Victor-Schœlcher à Sainte-Cécile-les-Vignes.

### Sports
Le Centre socio-culturel propose des cours de yoga et de danse de salon, un club de tennis de table. On trouve aussi sur la commune un club de randonnées.

### Santé
Les services médicaux et paramédicaux les plus proches se trouvent sur la commune de Sérignan.

## Vie locale

### Cultes

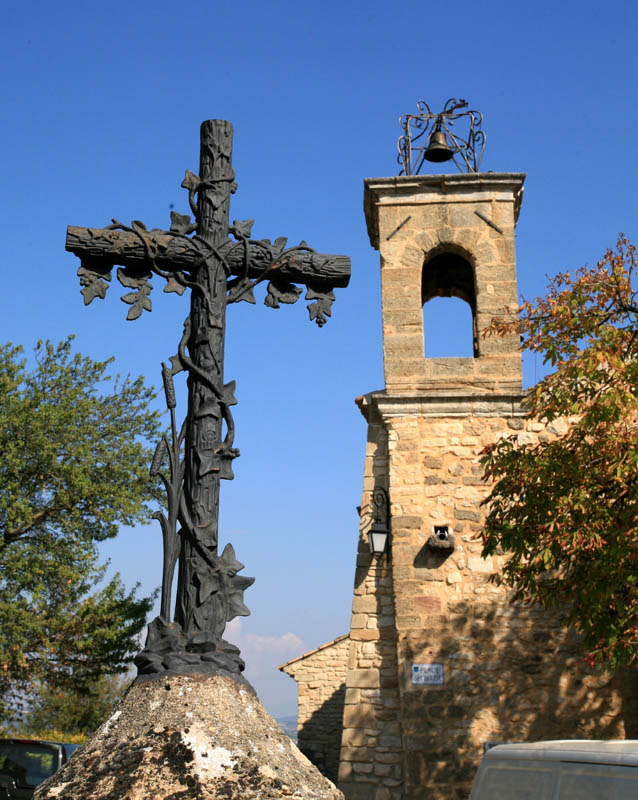
L'église et le calvaire.

La paroisse catholique fait partie de l'archidiocèse d'Avignon, doyenné d'Orange Bollène. Église paroissiale Saint-Antoine, située au sommet du rocher sur lequel est construit le village.

### Environnement
Entre autres, la communauté de communes a des missions de gestion de l'assainissement collectif, la collecte et le traitement des déchets des ménages et déchets assimilés, la lutte contre les nuisances sonores, le contrôle de la qualité de l'air et la protection, et la mise en valeur de l'environnement.
La déchèterie intercommunale est située à Camaret sur Aigues.

## Culture locale et patrimoine

### Lieux et monuments
- Église Saint-Antoine et calvaire au sommet du village.
- Le château de Fontsalette au nord du village.
- Le château Saint-Pierre à l'est du village.

### Personnalités liées à la commune
- Françoise de Soissan de La Bédosse (1631-1699), dame de Rus ou Ruth, seigneurie sur le territoire de la commune.